# Alula (журнал)
Alula — орнітологічний науковий журнал, що публікувався у Фінляндії.
Публікувався як щоквартальник. Спочатку друкувався двома мовами фінською і англійською, але заключні томи було опубліковано лише англійською.
Журнал початково був розрахований на орнітологів-аматорів, яких цікавили птахи Західної Палеарктики.
Фінальний том журналу Alula вийшов у світ у 2008 р. (volume 14, issue 3) після чого видання припинилося через фінансові проблеми.

## Ресурси Інтернету
- Official website (Офіційний вебсайт, заархівована версія)
- Індекс статей журналу Alula [Архівовано 28 лютого 2017 у Wayback Machine.]